# Ora de Dublin

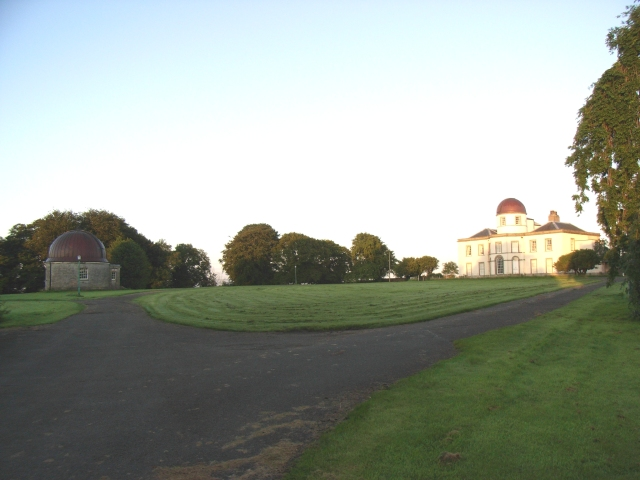
Observatorul Dunsink în Dublin

Ora de Dublin (engleză: Dublin Mean Time) a fost un fus orar care a fost folosit în Irlanda între 2 august 1880 și 1 octombrie 1916.
Ora de Dublin a fost folosit ca oră standard. Ora exactă a fost GMT+0h 25m 21s (Greenwich Mean Time era atunci baza pentru ora legală). Acest timp  este timpul solar adevărat a meridianului care trece prin Observatorul Dunsink în Dublin (53°23′14.45″N 6°20′19.11″V / 53.3873472°N 6.3386417°V). În Primul Război Mondial a fost introdus ora de vară, care era cu o oră în fața orei de Dublin, pe 21 mai 1916.
Pe 1 octombrie 1916, data când ora de vară se termina, ora de Dublin a fost abandonat și în Irlanda a fost introdus Ora de Greenwich (acum UTC±0).